# Tom & Harry
Tom & Harry was een televisieserie die vanaf 3 februari 2015 tien weken elke dinsdagavond te zien was op de Vlaamse televisiezender Eén. De regie lag in handen van Toon Slembrouck. Scenarioschrijvers waren Gert Goovaerts, Lynnsey Peeters, Hilde Pallen en Koen Tambuyzer. De serie werd geproduceerd door VRT Televisie en Zodiak Belgium.

## Verhaal
Jelle Van Eyck-De Jaegher is een weduwe die het wijndomein van haar overleden man samen met haar schoonbroer Jef Van Eyck succesvol heeft uitgebouwd. Net wanneer ze zelf wat meer rust wil nemen, en het domein aan haar vijfentwintig jaar oude zoon en opvolger Tom wil laten, komt in het nieuws dat er 25 jaar geleden in het ziekenhuis waar Tom geboren werd baby's verwisseld werden door een geestelijk gestoorde verpleegkundige.
Jelle ontdekt door een stiekeme DNA-test dat Tom niet haar biologische zoon is. Haar eigen zoon heet eigenlijk Harry en is opgegroeid bij de familie Buts, de biologische ouders van Tom, die een buurtwinkel, ’t Hoekske, uitbaten en in financiële moeilijkheden verkeren.
Jelle houdt de waarheid voor Tom verborgen en zoekt de familie Buts op. Ze biedt Harry intussen een job aan als magazijnier in het wijndomein. Mee aangespoord door haar zus Mieke vertelt ze de waarheid aan Tom waarna uiteindelijk alle betrokkenen op de hoogte raken van de verwisseling van 25 jaar terug.
Harry en Tom hebben het er beiden erg moeilijk mee en gaan door een identiteitscrisis. Jelle wordt heen en weer geslingerd en kan ook niet kiezen tussen de twee zonen die ze nu eigenlijk heeft. En Babette, die zich net met Tom verloofd had, komt ook in een dilemma en kan eigenlijk niet kiezen tussen Harry en Tom.

## Productie
De buurtwinkel van de familie Buts en de straatbeelden in de omliggende wijk werden gedraaid in de Kerkstraat van Kampenhout. De optredens van Harry en caféscenes gingen door in de concertzaal Nijdrop in Opwijk. Het wijndomein in de serie is het domein Aldeneyck in Aldeneik, een gehucht van Maaseik.
In en rond het ziekenhuis AZ Rivierenland campus Bornem werd de eerste aflevering ingeblikt. Vio interim kantoor en discussie op straat tussen Jelle en Harry vonden plaats in Beveren-Waas.

## Vertolking
- Gilles De Schryver als Tom Van Eyck
- Robrecht Vanden Thoren als Harry Buts
- Karlijn Sileghem als Jelle De Jaegher
- Evelien Bosmans als Babette Blijlevens
- Frank Focketyn als Jef Van Eyck
- Tania Van der Sanden als Lydia Troms
- Marc Lauwrys als Miel Buts
- Alejandra Theus als Els Buts
- Tine Embrechts als Mieke De Jaegher
- Frank Dierens als Maarten Vansevenant
- Sien Eggers als Magda Bosteels
- An Nelissen als Rita Bosteels
- Flor Decleir als Barre
- Matthijs Vanstaen als Lex
- Frances Lefebure als Joke
- Ruth Becquart als Amanda Beckx
- Peter Thyssen als meneer Smits
- Rikkert Van Dijck als spoedarts
- Tom Bongaerts als ambulancier en patiënt

## Kijkcijfers
Naar de eerste aflevering op 3 februari 2015 keken 878.897 kijkers.